# وسترن ماینینگ
وسترن ماینینگ (به چینی: 西部矿业股份有限公司) شرکت استخراج معادن و فلزات چینی است، که در زمینه تولید، پالایش و بازاریابی مس، سرب، آهن، روی، آلومینیم، منگنز، طلا و نقره فعالیت می‌کند.
شرکت وسترن ماینینگ در سال ۲۰۰۰ با تمرکز بر استخراج معادن مستقر در شمال‌غربی چین تأسیس شد و در حال حاضر دومین تولیدکننده سرب، چهارمین تولیدکننده روی و هفتمین تولیدکننده مس در چین می‌باشد.
دفتر مرکزی این شرکت در شهر شینینگ، استان چینگهای قرار دارد و بخشی از سهام آن در بازار بورس شانگهای معامله می‌شود.